# Elbow Lake, Grant County, Minnesota
Elbow Lake är administrativ huvudort i Grant County i delstaten Minnesota. Enligt 2020 års folkräkning hade orten 1 276 invånare.